# Internationale Boekenbeurs van Zimbabwe
De Internationale Boekenbeurs van Zimbabwe werd in 1983 voor het eerst gehouden in Harare, de hoofdstad van Zimbabwe.

## Geschiedenis
Sinds 1991 was de organisatie meerdere jaren in handen van Trish Mbanga. Onder haar leiding groeide de boekenbeurs uit tot de belangrijkste van Afrika en werd ze een belangrijk ontmoetingspunt voor uitgevers, schrijvers, dichters en vertalers. De grootste boekenbeurs van Afrika is de Internationale Boekenbeurs van Caïro die zich richt op de Arabische wereld en zich richt op het gewone publiek. In 1997 werd de boekenbeurs van Zimbabwe nog bekroond met de eerste Prins Claus Hoofdprijs, met lof voor de netwerkfunctie in combinatie met een moderne en praktische organisatorische benadering ervan.
Nadat president Robert Mugabe zich echter afwijzend uitliet over homoseksuelen op de boekenbeurs, voor het eerst in augustus 1995, werd aanstalten gemaakt de beurs te verleggen naar Kaapstad in Zuid-Afrika. Dit was wat in feite ook gebeurde met de oprichting van de boekenbeurs van Kaapstad in juni 2006, in samenwerking met de Frankfurter Buchmesse. Ervoor was ook al eens de International South African Education, Training, School Supplies and Book Market Exhibition georganiseerd in Johannesburg.